# Carcelia blepharipoides
Carcelia blepharipoides là một loài ruồi trong họ Tachinidae.